# 汉朝宗正、宗伯列表
宗正，是汉朝九卿之一，为中央政府管理皇族相关事务的职官。汉高祖七年二月，汉朝初次设置宗正官，掌管宗室和外戚的属籍，并参与宗室犯罪的审理，皇帝、皇后的废立，参与皇室婚丧仪式。汉平帝元始四年，宗正更名为宗伯，王莽新朝时期改为秩宗，东汉建立后又恢复为宗正。汉朝宗正大多以刘氏宗室出任，楚元王刘交的后裔在西汉多次出任宗正，甚至因此改姓宗政姓。

## 西汉

### 宗正
| 姓名     | 世系                               | 在位時間                                        | 在位期间的皇帝       | 史书记载 |
| 西汉宗正 |                                    |                                                 |                      | |
| 刘郢客   | 楚元王刘交次子                     | 高后二年—文帝前元二年 前186年—前178年           | 高后（称制） 汉文帝    | 《汉书·卷十五上·王子侯表第三上》 《汉书·卷十九下·百官公卿表第七下》 《汉书·卷三十六·楚元王传第六》 |
| 逸       | 不详                               | ?—文帝前元六年 —? ？—前174年— ？                | 汉文帝               | 《史记·卷一百一十八·淮南衡山列传第五十八》 |
| 刘礼     | 楚元王刘交三子                     | ？—文帝后元六年—景帝前元三年 ？—前158年—前154年 | 汉文帝 汉景帝        | 《史记·卷十·孝文本纪第十》 《史记·卷二十二·汉兴以来将相名臣年表第十》 《史记· 卷五十七·绛侯周勃世家第二十七》 《汉书·卷四·文帝纪第四》 《汉书·卷十五上·王子侯表第三上》 《汉书·卷十九下·百官公卿表第七下》> 《汉书·卷三十六·楚元王传第六》> 《汉书·卷四十·张陈王周传第十》 《资治通鉴·卷第十五·汉纪七》 《资治通鉴·卷第十六·汉纪八》 |
| 刘通     | 代顷王刘喜孙，德哀侯刘广子         | 景帝前元三年—景帝前元六年 前154年—前151年       | 汉景帝               | 《史记·卷一百六·吴王濞列传第四十六》 《汉书·卷十九下·百官公卿表第七下》 《汉书·卷三十五·荆燕吴传第五》 《资治通鉴·卷第十六·汉纪八》 |
| 刘弃     | 不详                               | ？—元朔四年—？ ？—前125年—？                    | 汉武帝               | 《汉书·卷十九下·百官公卿表第七下》 《汉书·卷五十·张冯汲郑传第二十》 |
| 刘受     | 不详，与后一刘受不是一人           | ？—元狩元年—？ ？—前122年—？                    | 汉武帝               | 《汉书·卷十九下·百官公卿表第七下》 |
| 刘受     | 楚元王刘交孙，沈犹夷侯刘岁子       | 元狩四年—元狩五年 前119年—前118年               | 汉武帝               | 《汉书·卷十五上·王子侯表第三上》 《汉书·卷十九下·百官公卿表第七下》 |
| 任安     | 非刘氏子孙                         | ？—元狩六年—？ ？—前117年—？                    | 汉武帝               | 《史记·卷六十·三王世家第三十》 |
| 刘安国   | 不详                               | ？—元鼎四年—？ ？— 前113年 —？                  | 汉武帝               | 《汉书·卷十九下·百官公卿表第七下》 |
| 刘长乐   | 不详                               | ？—征和三年—？ ？— 前90年—？                    | 汉武帝               | 《汉书·卷九十七上·外戚传第六十七上》 《资治通鉴·卷第二十二·汉纪十四》 |
| 刘辟强   | 楚元王刘交孙，红懿侯刘富子         | 始元二年 前85年                                 | 汉昭帝               | 《汉书·卷十九下·百官公卿表第七下》 《汉书·卷三十六·楚元王传第六》 |
| 刘德     | 楚元王刘交曾孙，宗正刘辟强子       | 元凤元年 前80年                                 | 汉昭帝               | 《汉书·卷十九下·百官公卿表第七下》 《汉书·卷三十六·楚元王传第六》 |
| 刘德     | 楚元王刘交曾孙，宗正刘辟强子       | 元凤三年—五凤二年 前78年—前56年                 | 汉昭帝 海昏侯 汉宣帝 | 《汉书·卷十九下·百官公卿表第七下》 《汉书·卷三十六·楚元王传第六》 《汉书·卷六十三·武五子传第三十三》 《汉书·卷六十八·霍光金日磾传第三十八》 《汉书·卷七十二·王贡两龚鲍传第四十二》 《汉书·卷七十四·魏相丙吉传第四十四》 《资治通鉴·卷第二十四·汉纪十六》                                                                             |
| 刘丁     | 不详                               | 五凤二年—？ 前56年—？                           | 汉宣帝               | 《汉书·卷十九下·百官公卿表第七下》 |
| 刘向     | 楚元王刘交玄孙，阳城缪侯刘德子     | 初元元年—初元三年 前48年—前46年                 | 汉元帝               | 《汉书·卷十九下·百官公卿表第七下》 汉书·卷三十六·楚元王传第六》 《汉书·卷七十八· 萧望之传第四十八》 《汉书·卷九十三·佞幸传第六十三》 《资治通鉴·卷第二十八·汉纪二十》 |
| 刘临     | 不详                               | ？—永光四年—？ ？— 前40年—？                    | 汉元帝               | 《汉书·卷十九下·百官公卿表第七下》 |
| 刘庆忌   | 楚元王刘交六世孙，阳城节侯刘安民子 | 竟宁元年—建始三年 前33年—前30年                 | 汉元帝 汉成帝        | 《汉书·卷十九下·百官公卿表第七下》 《汉书·卷三十六·楚元王传第六》 |
| 刘通     | 不详                               | 建始三年—？ 前30年—？                           | 汉成帝               | 《汉书·卷十九下·百官公卿表第七下》 |
| 刘顺     | 不详                               | 河平元年— 阳朔元年 前28年— 前24年               | 汉成帝               | 《汉书·卷十九下·百官公卿表第七下》 |
| 刘武成   | 不详                               | 阳朔元年—鸿嘉元年 前24年—前20年                 | 汉成帝               | 《汉书·卷十九下·百官公卿表第七下》 |
| 刘庆忌   | 不详，与前一刘庆忌不是一人         | 鸿嘉元年 前20年                                 | 汉成帝               | 《汉书·卷十九下·百官公卿表第七下》 |
| 刘它人   | 不详                               | ？—永始三年—？ ？— 前14年—？                    | 汉成帝               | 《汉书·卷十九下·百官公卿表第七下》 |
| 刘交     | 不详                               | 永始四年—建平四年 前13年—前3年                  | 汉成帝 汉哀帝        | 《汉书·卷十九下·百官公卿表第七下》 |
| 刘容     | 不详                               | ？—建平四年—？ ？—前3年—？                      | 汉哀帝               | 《汉书·卷十九下·百官公卿表第七下》 |
| 刘宏     | 不详                               | ？—元寿二年—？ ？—前1年—？                      | 汉哀帝               | 《汉书·卷九十七下·外戚传第六十七下》 《资治通鉴·卷第三十六·汉纪二十八》 |
| 刘容     | 不详                               | ？—元始元年—？ ？—1年—？                        | 汉平帝               | 《汉书·卷十二·平帝纪第十二》 |

### 宗伯
| 姓名     | 世系                               | 在位時間                                | 在位期间的皇帝 | 史书记载                                                                |
| 西汉宗伯 |                                    |                                         |                |                                                                         |
| 刘容     | 不详                               | 元始四年—元始五年 4年—5年               | 汉平帝         | 《汉书·卷十九下·百官公卿表第七下》                                      |
| 刘岑     | 楚元王刘交七世孙，阳城釐侯刘庆忌子 | 元始五年—？ 5年—？                      | 汉平帝         | 《汉书·卷十九下·百官公卿表第七下》                                      |
| 刘宏     | 不详                               | ？—居摄二年—始建国元年—？ ？—7年—9年—？ | 孺子婴         | 《汉书·卷八十四·翟方进传第五十四》 《汉书·卷九十九中·王莽传第六十九中》 |

## 东汉
| 姓名     | 世系                                         | 在位時間                       | 在位期间的皇帝 | 史书记载 |
| 东汉宗正 |                                              |                                |                | |
| 刘延     | 不详                                         | 建武元年—？ 25年—？            | 汉光武帝       | 《后汉书·卷二十八上·桓谭冯衍列传第十八上》 《资治通鉴·卷四十·汉纪三十二》 |
| 吉       | 不详，惠栋认为名叫刘吉                       | ？— 建武十七年—？ ？—41年—？   | 汉光武帝       | 《后汉书·卷十上·皇后纪第十上》 |
| 刘平     | 不详                                         | 永平三年—永平十一年 60年—68年  | 汉明帝         | 《东观汉记·传十》 《后汉纪·后汉孝明皇帝纪上卷第九·永平三年》 《后汉书·卷三十九·刘赵淳于江刘周赵列传第二十九》 |
| 刘匡     | 汉光武帝族父                                 | 永平年间                       | 汉明帝         | 《东观汉记·传九》 《后汉书·卷十四·宗室四王三侯列传第四》 《后汉书·卷二十七·宣张二王杜郭吴承郑赵列传第十七》 |
| 刘般     | 楚孝王刘嚣曾孙，楚王刘纡子                   | 建初元年—建初三年 76年—78年    | 汉章帝         | 《东观汉记·传十》 《后汉书·卷三十九·刘赵淳于江刘周赵列传第二十九》 《初学记·卷十二·职官部下》 |
| 刘轶     | 梁孝王刘武后裔，骑都尉刘昆子                 | 建初三年—？ 78年—？            | 汉章帝         | 《后汉书·卷二十四·马援列传第十四》 《后汉书·卷七十九上·儒林列传第六十九上》 |
| 刘方     | 不详                                         | ？—永元元年—永元四年 89年—92年 | 汉和帝         | 《后汉书· 卷四·孝和孝殇帝纪第四》 《后汉书·卷三十七·桓荣丁鸿列传第二十七》 《后汉书·卷四十五·袁张韩周列传第三十五》 《资治通鉴·卷第四十八·汉纪四十》                                                                                                |
| 刘恺     | 楚孝王刘嚣玄孙，居巢侯刘般子                 | 永元十三年 101年               | 汉和帝         | 《后汉书·卷三十九·刘赵淳于江刘周赵列传第二十九》 |
| 刘授     | 不详                                         | ？—延光元年 ？— 122年          | 汉安帝         | 《后汉纪·后汉孝安皇帝纪下卷第十七·延光元年》 《后汉书·卷五·孝安帝纪第五》 《资治通鉴·卷第五十·汉纪四十二》 |
| 刘玮     | 不详                                         | ？—延光三年—？ ？—124年—？     | 汉安帝         | 《后汉书·卷十五·李王邓来列传第五》 《资治通鉴·卷第五十·汉纪四十二》 |
| 刘珍     | 不详                                         | 延光四年—永建元年 125年—126年  | 汉安帝 北乡侯  | 《后汉书·卷八十上·文苑列传第七十上》 |
| 刘千秋   | 不详，惠栋怀疑千秋是刘珍的别字               | 不详                           | 汉安帝         | 《后汉书注·志第二十四·百官一》 |
| 刘崎     | 代顷王刘喜后裔                               | ？—永建四年 ？—129年           | 汉顺帝         | 《后汉纪·后汉孝顺皇帝纪上卷第十八·永建四年》 《后汉书·卷六·孝顺孝冲孝质帝纪第六》 《资治通鉴·卷第五十一·汉纪四十三》 |
| 刘矩     | 司徒刘光侄                                   | 延熹四年之前 161年之前         | 不详           | 《后汉书·卷七十六·循吏列传第六十六》 |
| 刘宠     | 齐孝王刘将闾之子牟平共侯刘渫后裔，刘丕子     | 延熹四年之前 161年之前         | 不详           | 《后汉书·卷七十六·循吏列传第六十六》 |
| 刘祐     | 不详                                         | 延熹四年之后 161年之后         | 汉桓帝         | 《后汉书·卷六十七·党锢列传第五十七》 |
| 刘猛     | 不详                                         | 不详                           | 汉桓帝         | 《后汉书·卷三十七·桓荣丁鸿列传第二十七》 |
| 刘宠     | 齐孝王刘将闾之子牟平共侯刘渫后裔，刘丕子     | ?—建宁元年 ？— 168年           | 汉灵帝         | 《后汉纪·后汉孝灵皇帝纪上卷第二十三·建宁元年》 《后汉书·卷八·孝灵帝纪第八》 《资治通鉴·卷第五十六·汉纪四十八》 |
| 刘祖     | 不详                                         | ？—建宁四年—？ ？—171年—？     | 汉灵帝         | 《后汉书注·志第五·礼仪中》 《風俗通義·十反第五》 |
| 刘宽     | 代顷王刘喜后裔，司徒刘崎子                   | 不详                           | 汉灵帝         | 《后汉书·卷二十五·卓鲁魏刘列传第十五》 |
| 刘虞     | 东海恭王劉彊五世孙，丹阳太守刘舒子           | ？—中平五年 ？—188年           | 汉灵帝         | 《三国志·魏书八·二公孙陶四张传第八》 《后汉书·卷五十八·虞傅盖臧列传第四十八》 《后汉书·卷七十三·刘虞公孙瓒陶谦列传第六十三》 《后汉书·卷七十五·刘焉袁术吕布列传第六十五》 《三国志注·魏书八·二公孙陶四张传第八》 《资治通鉴·卷第五十九·汉纪五十一》 |
| 刘艾     | 不详                                         | ？—建安十九年 ？—214年—？      | 汉献帝         | 《三国志注· 魏书一·武帝纪第一》 《后汉纪·后汉孝献皇帝纪三卷第二十八·兴平二年》 |
| 刘焉     | 鲁恭王刘余后裔                               | 不详                           | 不详           | 《后汉书·卷七十五·刘焉袁术吕布列传第六十五》 《三国志·蜀书一·刘二牧传第一》 |
| 刘松     | 代顷王刘喜后裔，司徒刘崎孙，逯乡昭烈侯刘宽子 | 不详                           | 不详           | 《后汉书·卷二十五·卓鲁魏刘列传第十五》 |
| 刘曜     | 汉文帝刘恒之子梁孝王刘武后裔                 | 不详                           | 不详           | 《金石录·卷十八》 |
| 刘伯     | 不详                                         | 不详                           | 不详           | 《真誥·卷十五》 《太平御覽·卷二百五十三》 |